# Urocystis puccinelliae
Urocystis puccinelliae är en svampart som beskrevs av L. Guo & H.C. Zhang 2004. Urocystis puccinelliae ingår i släktet Urocystis och familjen Urocystidaceae.   Inga underarter finns listade i Catalogue of Life.